# Steve Delaup
Steve Delaup, né le 7 août 1972 à Porto-Vecchio (Corse, actuelle Corse-du-Sud), est un sauteur à ski français, actif de 1990 à 1995. Grand espoir du saut à ski français formé à Courchevel à l'instar de Nicolas Dessum et Emmanuel Chedal, il est notamment monté sur un podium en Coupe du monde lors de la saison 1993 à Sapporo derrière Martin Höllwarth et Werner Rathmayr, seuls Bernard Moullier, Frédéric Berger et Didier Mollard avait réussi cette performance en France avant lui. Il a pris part à deux éditions des Jeux olympiques d'hiver (1992 et 1994) et deux Championnats du monde (1991 et 1993), tout proche d'une médaille lors du concours par équipes en 1993 avec une quatrième place aux côtés de Jérôme Gay, Nicolas Jean-Prost et Didier Mollard. Il réalise une superbe 6e place au JO de 92 sur le K120.

## Palmarès

### Jeux Olympiques
| Épreuve / Édition | Albertville 1992 | Lillehammer 1994 |
| Petit Tremplin    | 32e              | 47e              |
| Grand Tremplin    | 6e               | 23e              |
| Par Equipes       |                  | 6e               |

### Championnats du monde
| Épreuve / Édition | Val di Fiemme 1991 | Falun 1993 |
| Petit Tremplin    | 42e                | 26e        |
| Grand Tremplin    | 30e                | 8e         |
| Par Equipes       |                    | 4e         |

### Coupe du monde
- Meilleur classement final: 12e en 1993.
- Meilleur résultat: 3e ( Sapporo, 19 décembre 1992).